# Zulma Carraud
Zulma Carraud, nascida Estelle Zulma Tourangin-Courant (Issoudun, 24 de março de 1796 – Paris, 24 de abril de 1889) é uma escritora francesa, amiga e inspiradora de Balzac. A novela balzaquiana O romeiral foi escrita numa única noite na casa dela.